# Паротія королівська
Паротія королівська (Parotia carolae) — вид горобцеподібних птахів родини дивоптахових (Paradisaeidae).

## Назва
Вид названо на честь королеви Саксонії Кароли Вази (1833-1907).

## Поширення
Ендемік Нової Гвінеї. Поширений у центральній гірській системі. Середовище проживання цих птахів представлене гірськими тропічними лісами на сиовті 1000-2000 м над рівнем моря.

## Опис
Птах середнього розміру, завдовжки 25-26 см, вагою 110—163 г. Помітний чіткий статевий диморфізм. У забарвленні самиць переважає коричневий колір, темніший на голові і на спині, світліший на животі, а крила каштанові. На голові є дві сіро-білуваті смуги, що починаються з боків дзьоба. У самців чорне оперення з бронзовими відтінками на голові і шиї, тоді як довгі пір'їни стегон і чола білі, а груди зеленого кольору. Над очима є помаранчева брова і маківка голови теж помаранчева. Як і у всіх паротій, у самця є шість довгих лопатоподібних пір'їн відразу за вухами (по три з кожного боку), а також пера боків видовжені та модифіковані. В обох статей дзьоб і ноги чорні, а очі жовті.

## Спосіб життя
Трапляєтьс поодинці. Живе під пологом лісу. Живиться переважно фруктами, в основному інжиром. Рідше поїдає комах, листя і нектар.
Період розмноження збігається із посушливим періодом (червень-грудень). Полігамний вид. Самці токують, щоб привабити якомога більше самиць. Самець ретельно розчищає ділянку землі, щоб використовувати її як арену. Під час шлюбного ритуалу самець рухає головою і розпушує пір'я грудей і боків, дотримуючись заздалегідь визначених рухів, щоб показати металеві відблиски грудей і потилиці. Після спаровування самиці самостійно займаються будівництвом гнізда, насиджуванням яєць та доглядом за потомством.

## Підвиди
Включає п'ять підвидів:
- Parotia carolae carolae, номінальний підвид, поширений західніше озера Паніай;
- Parotia carolae chalcothorax Stresemann, 1934, широко поширене в районі між горами Тарітату і Дурман;
- Parotia carolae chrysenia Stresemann, 1934, уздовж північного схилу гір Бісмарка;
- Parotia carolae clelandiae Gilliard, 1961, поширений у регіоні Гайлендс;
- Parotia carolae meeki Rothschild, 1910, широко поширений в районі між озерами Паніай і річкою Мамберамо.